# Rhinolophus microglobosus
Rhinolophus microglobosus är en fladdermus i familjen hästskonäsor som förekommer i Sydostasien.
Individerna blir utan svans 40 till 60 mm långa, svanslängden är 14 till 22 mm och vikten varierar mellan 5 och 9 g. Djuret har 41 till 46 mm långa underarmar och 12 till 18 mm stora öron. På ovansidan förekommer gulbrun till gråbrun päls och undersidans päls är ljusbrun. Hudflikarna på näsan har en central del som liknar en hästsko som är 7 till 9 mm bred och en uppsats som liknar ett spjut. Hästskon är mörkare vid kanten. Arten har en diploid kromosomuppsättning med 62 kromosomer.
Artens utbredningsområde är Myanmar, Thailand, Laos, Vietnam och Kambodja. Kanske når den även sydöstra Kina. Individerna vistas i låglandet. Habitatet utgörs av städsegröna skogar och andra fuktiga skogar i områden med kalkstensklippor.
Några honor dokumenterades som var dräktiga under februari och andra hittades i maj med aktiva spenar. Denna fladdermus vilar främst i grottor. Den bildar vanligen grupper med 10 till 50 medlemmar. Vid ett tillfälle registrerades en koloni med 1200 exemplar. De intar ibland ett stelt tillstånd (torpor). I februari dokumenterades en dräktig hona och en annan hona hade i maj aktiva spenar. Lätet för ekolokaliseringen har sin största intensitet vid 87 till 100 kHz.
Beståndet påverkas negativ av landskapsförändringar. Hela populationen anses vara stabil. IUCN listar Rhinolophus microglobosus som livskraftig (LC).